# Perception (Film)
Perception ist ein US-amerikanisches Filmdrama aus dem Jahr 2005. Regie führte Irving Schwartz, der auch das Drehbuch schrieb.

## Handlung
Jen Marshall arbeitet für eine Organisation, die sich für Tierrechte einsetzt. Sie und ihre Freundin Ramona ziehen von Los Angeles nach Brooklyn, wo Marshalls pflegebedürftige Eltern leben. Jen und Ramona lernten sich während einer Therapie für Fahrer kennen, die der Fahrzeugführung im alkoholisierten Zustand überführt wurden.
Jen verkündet ihrer Mutter Dorothy, sie sei von einem Alien schwanger. Dorothy erzählt ihrer Tochter, ihr Ehemann Phil versuche, sie zu vergiften.
Jen trifft sich erneut mit Steven, der als Soldat im Irak diente und mit dem sie an der High School eine Beziehung verband. Sie wird von einem Lastkraftwagen überfahren und wird danach behindert. Ihre Ärztin Mary schickt sie zum einen Psychiater. Jen trifft ihre Schulfreundin Vera, die gegen derer Drogensucht kämpft.

## Kritiken
Stephen Holden schrieb in der New York Times vom 20. Januar 2006, die Komödie sei nicht witzig, sie sei beinahe überhaupt nichts („is not funny; it’s hardly anything at all“). Die „zynische“ und „zusammenhanglose“ Geschichte führe zum „jämmerlichen“ Ende; „angesehene Darsteller“ würden sich vergeblich bemühen, sie am Laufen zu halten. Der Film könnte eine Pilotfolge der billigen Nachahmung der Fernsehserie Arrested Development sein.
V. A. Musetto schrieb in der New York Post, der Film beinhalte zu viele Charaktere und unglaubhafte Substränge der Handlung, von den keine erwähnenswert seien. Er breche unter dem eigenen Gewicht zusammen.
Kritiker Jack Mathews (New York Daily News) schrieb, „das amateurhafte Melodram“ sei „ein entmutigender Anwärter auf den schlechtesten Film des Jahres…“ (englisch: „daunting contender for worst movie of the year…“)

## Hintergründe
Der Film wurde in New York City gedreht. Seine Weltpremiere fand im Jahr 2005 statt, in die New Yorker Kinos kam er am 20. Januar 2006.